# Helicops gomesi
Espèce
Helicops gomesi  est une espèce de serpents de la famille des Dipsadidae.

## Répartition
Cette espèce est endémique de l'État de São Paulo au Brésil.

## Étymologie
Cette espèce est nommée en l'honneur de João Florêncio Gomes.

## Publication originale
- Amaral, 1921 : Contribuicao para o conhecimento dos ofidios do Brazil. Parte I. Quatro noves espécies de serpentes brasileires. Anexos das Memórias do Instituto de Butantan, Secção de Ofiologia, vol. 1, no 1, p. 1-37.